# Biathlon all'VIII Festival olimpico invernale della gioventù europea
Le gare di biathlon al VIII Festival olimpico invernale della gioventù europea si sono svolte dal 21 al 23 febbraio 2007 a Jaca, in Spagna.
Sono state disputate due gare maschili, due gare femminili, per un totale di 4 gare.

## Podi

### Ragazzi
| Evento              | Oro                | Argento        | Bronzo                |
| Sprint (7,5 km)     | Vladimir Alenishko | Benjamin Weger | Benjamin Riedlsperger |
| Individuale (10 km) | Vladimir Alenishko | Benjamin Thym  | Benjamin Weger        |

### Ragazze
| Evento               | Oro            | Argento        | Bronzo              |
| Sprint (6 km)        | Sophie Boilley | Leslie Mercier | Anne Domeinski      |
| Individuale (7,5 km) | Anne Domeinski | Miriam Gössner | Maren Hammerschmidt |